# Армокур
Армоку́р (фр. Armaucourt) — коммуна во французском департаменте Мёрт и Мозель, региона Лотарингия. Относится к  кантону Номени.

## География
Расположен в 17 км от Нанси. Соседние коммуны: Аррей-эт-Ан и Ажонкур на севере, Ланфруакур и Абонкур-сюр-Сей на востоке, Лер на юго-западе.

## История
Во время Первой и Второй мировых войн подвергся значительным разрушениям.

## Демография
Население коммуны на 2010 год составляло 213 человек.
| 1962 | 1968 | 1975 | 1982 | 1990 | 1999 | 2010 |
| ---- | ---- | ---- | ---- | ---- | ---- | ---- |
| 168  | 184  | 189  | 193  | 227  | 234  | 213  |